# Кубок Макао з футболу 2016
Кубок Макао з футболу 2016 — 11-й розіграш кубкового футбольного турніру у Макао. Титул володаря кубка вперше здобув Так Чук Ка І.

## Календар
| Раунд               | Дата              | Матчі | Клуби  |
| ------------------- | ----------------- | ----- | ------ |
| 1/8 фіналу          | 11-15 травня 2016 | 8     | 16 → 8 |
| 1/4 фіналу          | 3-6 червня 2016   | 4     | 8 → 4  |
| 1/2 фіналу          | 16 червня 2016    | 2     | 4 → 2  |
| Матч за третє місце | 19 червня 2016    | 1     |        |
| Фінал               | 23 червня 2016    | 1     | 2 → 1  |

## 1/8 фіналу
| Команда 1                    | Рахунок | Команда 2       |
| ---------------------------- | ------- | --------------- |
| 12 травня 2016               |         |                 |
| Полісіа ді Сегуранса Публіка | 6:0     | Артілгейруш (3) |
| Бенфіка                      | 8:0     | Макао U-18 (3)  |
| 13 травня 2016               |         |                 |
| Монте-Карло                  | 4:0     | Хан Сай (3)     |
| Спортінг (Макао)             | 8:2     | Лай Цзі         |
| 14 травня 2016               |         |                 |
| Каса де Португал             | 0:6     | Чао Пак Кей     |
| Цзюак Лунь                   | 0:3     | Так Чук Ка І    |
| 15 травня 2016               |         |                 |
| Єунг Хен (2)                 | 2:3     | Кей Лунь        |
| Чін Фун (2)                  | 0:4     | Тім Єк (2)      |

## 1/4 фіналу
| Команда 1                    | Рахунок | Команда 2    |
| ---------------------------- | ------- | ------------ |
| 3 червня 2016                |         |              |
| Спортінг (Макао)             | 0:2     | Монте-Карло  |
| 4 червня 2016                |         |              |
| Бенфіка                      | 1:0     | Кей Лунь     |
| 5 червня 2016                |         |              |
| Тім Єк (2)                   | 0:6     | Так Чук Ка І |
| 6 червня 2016                |         |              |
| Полісіа ді Сегуранса Публіка | 0:7     | Чао Пак Кей  |

## 1/2 фіналу
| Команда 1      | Рахунок      | Команда 2    |
| -------------- | ------------ | ------------ |
| 16 червня 2016 |              |              |
| Монте-Карло    | 1:1 пен. 2:4 | Так Чук Ка І |
| Бенфіка        | 2:2 пен. 3:4 | Чао Пак Кей  |

## Матч за третє місце
| Команда 1      | Рахунок | Команда 2 |
| -------------- | ------- | --------- |
| 19 червня 2016 |         |           |
| Монте-Карло    | 0:3     | Бенфіка   |

## Фінал
| Команда 1      | Рахунок      | Команда 2   |
| -------------- | ------------ | ----------- |
| 23 червня 2016 |              |             |
| Так Чук Ка І   | 0:0 пен. 4:3 | Чао Пак Кей |